# Nicolae Petrașcu (om politic)

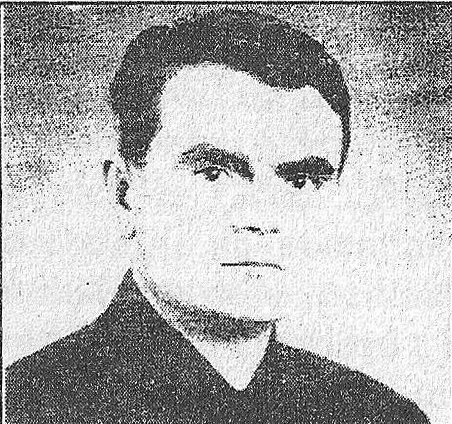
Nicolae Pătrașcu

Nicolae Petrașcu (n. 11 noiembrie 1907, Sâmbăta de Sus - d. 29 octombrie 1968, Sibiu) a fost un profesor și om politic român, care a făcut parte din legiune între anii 1929-1964, având o mare influență asupra legionarilor români. În anul 1940 a fost numit secretar general al Mișcării Legionare.

## Familia
S-a născut din părinții Vasile și Eugenia Pătrașcu care au avut trei băieți. Pe Nicolae și Vasile, care au fost dați la carte și au ajuns profesor și învățător, și Gheorghe care a rămas pe curte, țăran în sat. Nicoale se căsătorește la 3 ianuarie 1937 cu Livia Banea, soră a avocatului și comandantului legionar Ioan Banea și au împreună doi fii: Mihai, care ajunge inginer mecanic la Uzinele Mârșa și Horea care devine mai târziu medic veterinar.

## Studii
Face școală primară în sat și apoi cursurile liceale la Liceul "Radu Negru” (1919-1926). Își susține examenul de bacalaureat în iunie 1926, la Sighișoara având ca președinte al Comisiei de Examinare pe prof. Ștefan Pop, director al Liceului "Sf. Sava” din București. Urmează Facultatea de Litere și Filosofie a Universității din București și obține în 1932 diplomă de licență în Litere și Filosofie, paralel frecventează la Cluj Seminarul Pedagogic Universitar pe care îl absolvă tot în 1932 cu media 8,50. 
După absolvirea studiilor universitare de la București și Cluj, a funcționat ca profesor suplinitor la catedra de limbă franceză a Școlii Normale Ortodoxe de Băieți "Andrei Șaguna” din Sibiu, între anii 1934-1937.

## Viața politică
Că student la Facultatea de Litere și Filosofie a participat la sfârșitul lunii aprilie 1929 la o ședință a primului cuib legionar din capitală a Legiunii "Arhanghelului Mihail”, unde l-a reîntâlnit pe Horia Sima, fost coleg de liceu. După nici o lună l-a cunoscut și pe Căpitanul Corneliu Zelea Codreanu, iar la 8 noiembrie 1929 a participat, la Iași, la ședința cuiburilor legionare unde i-a cunoscut pe pionierii legiunii din întreagă țară. Crăciunul din 1929 l-a petrecut la Făgăraș cu Horia Sima, Virgil Mateiaș și Vasile Manta, cunoscuți legionari din Țara Făgărașului. 
În 1936 tipărește la Sibiu cartea "Cranii de lemn” a lui Ion Moța, iar în octombrie cartea "Pentru Legionari” a lui Corneliu Zelea Codreanu și este avansat comandant legionar cu titlu excepțional. În 1937 a condus regiunea legionară din Ardealul de Sus cu sediul la Sibiu.
Editează și publică la editura "Oastea Domnului”, 4000 de exemplare din broșura "Adevărul în procesul lui Corneliu Zelea Codreanu”, martie 1938, pe care le repartizează și le distribuie în toată țara. La sfârșitul lui octombrie 1938 este judecat împreună cu alți 19 legionari de către Tribunalul Militar al Corpului 6 Armata Cluj pentru uneltire contra ordinii publice, multiplicare de broșuri interzise, dar sunt achitați. În 1939, că urmare a prigoanei exercitate de Armand Călinescu și Carol al II-lea, pleacă în Polonia și apoi în Germania după ce în 1938 a fost îndepărtat din învățământ pentru activitate legionară. La 2 mai 1940 pleacă spre țară prin Serbia, unde, după nenumărate peripeții, se întâlnește cu Horia Sima la București și revine apoi la Sibiu, la familie. 
Are o contribuție deosebită în organizarea manifestărilor Mișcării Legionare din toamna anului 1940, este numit secretar general al Mișcării Legionare la 20 septembrie 1940.
După rebeliunea legionară din 1940 a fost judecat și condamnat în lipsă prin sentința 14/15 iunie 1941 a Parchetului Curții Militare de Casare și Justiție la muncă silnică pe viață împreună cu Horia Sima, Vasile Iașinschi, Dumitru Grozea și mulți alții. Se refugiază în Germania la 5 martie 1941 împreună cu un grup de 40 de legionari, li se stabilește domiciliul la Brekenburk, la vreo 70 km de Berlin și de Frankfurt, cu regim de lagăr și apoi din aprilie 1941 și până în decembrie 1942 la Rostock. În decembrie 1942 este internat în lagărul de lângă Weimar, cu o parte din legionarii de la Rostock. În 1943 a fost transferat în lagărul de la Dachau unde mai erau alți foști colegi legionari și unde a rămas până la 1 septembrie 1944. În martie 1945 se întoarce în țară parașutat, iar în 6 august 1945, printr-o circulară, îi îndeamnă pe legionari să respecte autoritatea de stat existentă și să se dedice muncii de refacere a țării (manifestul de la 6 august 1945).
În mai 1948 este arestat și eliberat câteva luni mai târziu, iar în cadrul procesului "Marii trădări” din 1948 a fost condamnat la muncă silnică pe viață. 
În închisorile comuniste din țară, inclusiv cele de la Aiud, Jilava, Văcărești, a stat aproximativ 16 ani, fiind eliberat la 1 august 1964 ca urmare a unui decret de grațiere a tuturor deținuților politici din închisorile din țară.

## Ultimii ani din viață
După eliberare, s-a dedicat familie, refacerii sănătății proprii și căutarea unui loc de muncă. A fost internat în mai multe rânduri în Sanatoriul de Recuperare Pulmonară de la Avrig. În iunie 1966 a găsit și un loc de muncă la Întreprinderea de Electricitate din Sibiu. 
În ziua de 29 octombrie 1968 a fost ucis de Securitate în propria locuința din Sibiu.